# Schi acrobatic la Jocurile Olimpice de iarnă din 2018 - movile (masculin)
Proba de schi acrobatic, movile masculin de la Jocurile Olimpice de iarnă din 2018 de la Pyeongchang, Coreea de Sud a avut loc pe 9 și 12 februarie 2018 la Pheonix Snow Park.

## Program
Orele sunt orele Coreei de Sud (ora României + 7 ore).
| Dată         | Ora                     | Rundă      |
| ------------ | ----------------------- | ---------- |
| 9 februarie  | 11:45–12:30             | calificări |
| 12 februarie | 19:30–20:00 21:00–22:40 | Finală     |

## Calificări
Proba a avut loc pe 9 februarie și a început la ora 11:45. În prima rundă de calificare, cei mai buni zece sportivi s-au calificat direct în finală. Ceilalți au concurat în a doua rundă de calificări.

## Calificări 1
CF — Calificat direct în finală
DNF — Nu a terminat
DNS — Nu a luat startul
| Loc | Număr de concurs | Nume                 | Țară                         | Timp  | Scor  | Scor  | Scor  | Total             | Note |
| Loc | Număr de concurs | Nume                 | Țară                         | Timp  | Turns | Air   | Time  | Total             | Note |
| --- | ---------------- | -------------------- | ---------------------------- | ----- | ----- | ----- | ----- | ----------------- | ---- |
| 1   | 2                | Mikaël Kingsbury     | Canada                       | 23,87 | 53,8  | 15,75 | 16,52 | 86,07             | CF   |
| 2   | 4                | Alexandr Smyshlyaev  | Sportivii Olimpici ai Rusiei | 24,78 | 54,5  | 14,11 | 15,32 | 83,93             | CF   |
| 3   | 18               | Dmitriy Reiherd      | Kazahstan                    | 25,08 | 52,4  | 13,90 | 14,93 | 81,23             | CF   |
| 4   | 7                | Troy Murphy          | Statele Unite ale Americii   | 25,40 | 51,7  | 14,74 | 14,51 | 80,95             | cF   |
| 5   | 5                | Ikuma Horishima      | Japonia                      | 23,95 | 49,0  | 14,93 | 16,42 | 80,35             | CF   |
| 6   | 1                | Daichi Hara          | Japonia                      | 25,06 | 49,7  | 15,36 | 14,95 | 80,01             | CF   |
| 7   | 17               | Pavel Kolmakov       | Kazahstan                    | 25,98 | 52,1  | 14,14 | 13,74 | 79,98             | CF   |
| 8   | 6                | Philippe Marquis     | Canada                       | 26,12 | 51,5  | 12,71 | 13,56 | 77,77             | CF   |
| 9   | 10               | Matt Graham          | Australia                    | 24,47 | 49,1  | 12,45 | 15,73 | 77,28             | CF   |
| 10  | 14               | Sacha Theocharis     | Franța                       | 24,89 | 47,7  | 13,67 | 15,18 | 76,55             | CF   |
| 11  | 20               | Marc-Antoine Gagnon  | Canada                       | 26,04 | 48,0  | 14,66 | 13,66 | 76,32             |      |
| 12  | 13               | Anthony Benna        | Franța                       | 25,48 | 48,7  | 13,18 | 14,40 | 76,28             |      |
| 13  | 27               | Sho Endo             | Japonia                      | 24,92 | 47,8  | 12,79 | 15,14 | 75,73             |      |
| 14  | 11               | Casey Andringa       | Statele Unite ale Americii   | 26,04 | 46,9  | 14,69 | 13,66 | 75,25             |      |
| 15  | 26               | Bradley Wilson       | Statele Unite ale Americii   | 24,38 | 46,3  | 13,10 | 15,85 | 75,25             |      |
| 16  | 16               | Nobuyuki Nishi       | Japonia                      | 24,74 | 47,6  | 12,19 | 15,38 | 75,17             |      |
| 17  | 3                | Rohan Chapman-Davies | Australia                    | 26,07 | 48,1  | 12,24 | 13,62 | 73,96             |      |
| 18  | 8                | Felix Elofsson       | Suedia                       | 24,65 | 46,2  | 12,16 | 15,49 | 73,85             |      |
| 19  | 19               | Walter Wallberg      | Suedia                       | 25,67 | 47,3  | 12,16 | 14,15 | 73,61             |      |
| 20  | 21               | Choi Jae-woo         | Coreea de Sud                | 24,95 | 43,0  | 14,85 | 15,10 | 72,95             |      |
| 21  | 28               | Benjamin Cavet       | Franța                       | 26,40 | 45,9  | 13,65 | 13,19 | 72,74             |      |
| 22  | 29               | Emerson Smith        | Statele Unite ale Americii   | 25,41 | 46,9  | 11,20 | 14,49 | 72,59             |      |
| 23  | 12               | James Matheson       | Australia                    | 26,33 | 46,2  | 13,28 | 12,79 | 72,27             |      |
| 24  | 22               | Kim Ji-hyon          | Coreea de Sud                | 26,05 | 43,7  | 12,50 | 13,65 | 69,85             |      |
| 25  | 15               | Ludvig Fjällström    | Suedia                       | 25,07 | 41,8  | 11,83 | 14,94 | 68,57             |      |
| 26  | 25               | Seo Myung-joon       | Coreea de Sud                | 25,02 | 44,4  | 9,04  | 15,01 | 68,45             |      |
| 27  | 9                | Jimi Salonen         | Finlanda                     | 28,48 | 24,9  | 7,84  | 10,44 | 43,18             |      |
| 28  | 30               | Jussi Penttala       | Finlanda                     | 27,32 | 11,3  | 6,88  | 11,97 | 30,15             |      |
| 29  | 23               | Vinjar Slåtten       | Norvegia                     |       |       |       |       | nu a terminat     |      |
| 30  | 24               | Brodie Summers       | Australia                    |       |       |       |       | nu a luat startul |      |

#### Calificări 2
CF — Calificat pentru finală
DNF — Nu a terminat
DNS — Nu a luat startul
| Loc | Ordinea | Nume                 | Țară                       | Calif 1           | Timp              | Scor              | Scor              | Scor              | Total             | Cel mai bun rezultat | Note |
| Loc | Ordinea | Nume                 | Țară                       | Calif 1           | Timp              | Turns             | Air               | Timp              | Total             | Cel mai bun rezultat | Note |
| --- | ------- | -------------------- | -------------------------- | ----------------- | ----------------- | ----------------- | ----------------- | ----------------- | ----------------- | -------------------- | ---- |
| 1   | 11      | Choi Jae-woo         | Coreea de Sud              | 72,95             | 25,93             | 50,1              | 17,32             | 13,81             | 81,23             | 81,23                | CF   |
| 2   | 13      | Vinjar Slåtten       | Norvegia                   | nu a terminat     | 25,16             | 47,4              | 15,27             | 14,82             | 77,49             | 77,49                | CF   |
| 3   | 4       | Casey Andringa       | Statele Unite ale Americii | 75,25             | 25,57             | 47,8              | 15,29             | 14,28             | 77,37             | 77,37                | CF   |
| 4   | 16      | Bradley Wilson       | Statele Unite ale Americii | 75,25             | 24,76             | 47,0              | 13,98             | 15,35             | 76,33             | 76,33                | CF   |
| 5   | 10      | Marc-Antoine Gagnon  | Canada                     | 76,32             | 25,40             | 46,3              | 15,07             | 14,51             | 75,88             | 76,32                | CF   |
| 6   | 6       | Anthony Benna        | Franța                     | 76,28             | 25,45             | 35,3              | 10,56             | 14,44             | 60,30             | 76,28                | CF   |
| 7   | 17      | Sho Endo             | Japonia                    | 75,73             | 25,19             | 47,1              | 13,50             | 14,78             | 75,38             | 75,73                | CF   |
| 8   | 3       | Jimi Salonen         | Finlanda                   | 43,18             | 24,92             | 45,6              | 14,51             | 15,14             | 75,25             | 75,25                | CF   |
| 9   | 8       | Nobuyuki Nishi       | Japonia                    | 75,17             | 25,35             | 48,3              | 12,28             | 14,57             | 75,15             | 75,17                | CF   |
| 10  | 5       | James Matheson       | Australia                  | 72,27             | 27,44             | 48,5              | 14,29             | 11,82             | 74,61             | 74,61                | CF   |
| 11  | 9       | Walter Wallberg      | Suedia                     | 73,61             | 25,05             | 48,8              | 10,70             | 14,97             | 74,47             | 74,47                |      |
| 12  | 1       | Rohan Chapman-Davies | Australia                  | 73,96             | 27,52             | 44,0              | 12,23             | 11,71             | 67,94             | 73,96                |      |
| 13  | 19      | Emerson Smith        | Statele Unite ale Americii | 72,59             | 25,43             | 46,0              | 13,47             | 14,47             | 73,94             | 73.94                |      |
| 14  | 2       | Felix Elofsson       | Suedia                     | 73,85             | 25,14             | 47,6              | 10,83             | 14,85             | 73,28             | 73,85                |      |
| 15  | 18      | Benjamin Cavet       | Franța                     | 72,74             | 25,42             | 43,2              | 13,35             | 14,48             | 71,03             | 72,74                |      |
| 16  | 7       | Ludvig Fjällström    | Suedia                     | 68,57             | 26,51             | 46,3              | 11,02             | 13,04             | 70,36             | 70,36                |      |
| 17  | 12      | Kim Ji-hyon          | Coreea de Sud              | 69,85             | 26,62             | 42,0              | 13,27             | 12,90             | 68,17             | 69,85                |      |
| 18  | 15      | Seo Myung-joon       | Coreea de Sud              | 68,45             | 25,41             | 42,5              | 12,52             | 14,49             | 69,51             | 69,51                |      |
| 19  | 20      | Jussi Penttala       | Finlanda                   | 30,15             | 27,68             | 42,5              | 13,96             | 11,50             | 67,96             | 67,96                |      |
| 20  | 14      | Brodie Summers       | Australia                  | nu a luat startul | nu a luat startul | nu a luat startul | nu a luat startul | nu a luat startul | nu a luat startul | nu a luat startul    |      |

## Finala
Proba a avut loc pe 12 februarie și a început la ora 19:30.

#### Finala 1
C — Calificat pentru runda următoare
DNF — Nu a terminat
| Loc | Ordinea | Nume                | Țară                         | Timp          | Scor          | Scor          | Scor          | Total         | Note |
| Loc | Ordinea | Nume                | Țară                         | Timp          | Turns         | Air           | Time          | Total         | Note |
| --- | ------- | ------------------- | ---------------------------- | ------------- | ------------- | ------------- | ------------- | ------------- | ---- |
| 1   | 4       | Sho Endo            | Japonia                      | 24,42         | 52,1          | 14,82         | 15,80         | 82,72         | C    |
| 2   | 12      | Matt Graham         | Australia                    | 24,89         | 50,3          | 15,91         | 15,18         | 81,39         | C    |
| 3   | 15      | Daichi Hara         | Japonia                      | 24,75         | 51,0          | 14,93         | 13,87         | 81,29         | C    |
| 4   | 20      | Mikaël Kingsbury    | Canada                       | 24,88         | 50,7          | 15,38         | 15,38         | 81,27         | C    |
| 5   | 8       | Casey Andringa      | Statele Unite ale Americii   | 25,23         | 49,2          | 16,80         | 14,73         | 80,73         | C    |
| 6   | 18      | Dmitriy Reiherd     | Kazahstan                    | 24,70         | 50,7          | 13,64         | 15,43         | 79,77         | C    |
| 7   | 16      | Ikuma Horishima     | Japonia                      | 24,09         | 48,0          | 15,41         | 16,23         | 79,64         | C    |
| 8   | 9       | Vinjar Slåtten      | Norvegia                     | 24,99         | 49,1          | 15,03         | 15,05         | 79,18         | C    |
| 9   | 6       | Marc-Antoine Gagnon | Canada                       | 25,37         | 47,5          | 16,34         | 14,54         | 78,38         | C    |
| 10  | 10      | Choi Jae-woo        | Coreea de Sud                | 24,86         | 46,5          | 16,54         | 15,22         | 78,26         | C    |
| 11  | 14      | Pavel Kolmakov      | Kazahstan                    | 25,88         | 48,4          | 15,95         | 13,87         | 78,22         | C    |
| 12  | 11      | Sacha Theocharis    | Franța                       | 23,97         | 46,4          | 14,30         | 16,39         | 77,09         | C    |
| 13  | 5       | Anthony Benna       | Franța                       | 24,85         | 47,7          | 13,50         | 15,23         | 76,43         |      |
| 14  | 1       | James Matheson      | Australia                    | 26,33         | 47,8          | 14,90         | 13,28         | 75,98         |      |
| 15  | 19      | Alexandr Smyshlyaev | Sportivii Olimpici ai Rusiei | 25,49         | 47,4          | 12,78         | 14,39         | 74,57         |      |
| 16  | 3       | Jimi Salonen        | Finlanda                     | 25,16         | 44,6          | 13,34         | 14,82         | 72,76         |      |
| 17  | 17      | Troy Murphy         | Statele Unite ale Americii   | 25,36         | 45,0          | 13,16         | 14,56         | 72,72         |      |
| 18  | 7       | Bradley Wilson      | Statele Unite ale Americii   | 23,34         | 34,4          | 11,12         | 17,22         | 62,74         |      |
| 19  | 2       | Nobuyuki Nishi      | Japonia                      | 25,14         | 23,1          | 8,09          | 14,85         | 46,04         |      |
| 20  | 13      | Philippe Marquis    | Canada                       | nu a terminat | nu a terminat | nu a terminat | nu a terminat | nu a terminat |      |

#### Finala 2
C — Calificat pentru runda următoare
DNF — nu a terminat
| Loc | Ordinea | Nume                | Țară                       | Timp          | Scor          | Scor          | Scor          | Total         | Note |
| Loc | Ordinea | Nume                | Țară                       | Timp          | Turns         | Air           | Time          | Total         | Note |
| --- | ------- | ------------------- | -------------------------- | ------------- | ------------- | ------------- | ------------- | ------------- | ---- |
| 1   | 10      | Daichi Hara         | Japonia                    | 24,41         | 51,6          | 14,89         | 15,81         | 82,30         | C    |
| 2   | 9       | Mikaël Kingsbury    | Canada                     | 25,10         | 50,4          | 16,89         | 14,90         | 82,19         | C    |
| 3   | 8       | Casey Andringa      | Statele Unite ale Americii | 24,94         | 49,3          | 16,39         | 15,11         | 80,80         | C    |
| 4   | 11      | Matt Graham         | Australia                  | 25,18         | 50,1          | 15,11         | 14,80         | 80,01         | C    |
| 5   | 5       | Vinjar Slåtten      | Norvegia                   | 24,31         | 48,3          | 14,63         | 15,94         | 78,87         | C    |
| 6   | 4       | Marc-Antoine Gagnon | Canada                     | 25,53         | 47,6          | 15,47         | 14,33         | 77,40         | C    |
| 7   | 2       | Pavel Kolmakov      | Kazahstan                  | 25,39         | 46,3          | 15,28         | 14,52         | 76,10         |      |
| 8   | 7       | Dmitriy Reiherd     | Kazahstan                  | 23,85         | 30,4          | 11,69         | 16,55         | 58,64         |      |
| 9   | 1       | Sacha Theocharis    | Franța                     | 25,40         | 13,3          | 6,68          | 14,51         | 34,49         |      |
| 10  | 12      | Sho Endo            | Japonia                    | nu a terminat | nu a terminat | nu a terminat | nu a terminat | nu a terminat |      |
| 11  | 6       | Ikuma Horishima     | Japonia                    | nu a terminat | nu a terminat | nu a terminat | nu a terminat | nu a terminat |      |
| 12  | 3       | Choi Jae-woo        | Coreea de Sud              | nu a terminat | nu a terminat | nu a terminat | nu a terminat | nu a terminat |      |

#### Finala 3
| Loc | Ordinea | Nume                | Țară                       | Timp  | Scor  | Scor  | Scor  | Total | Note |
| Loc | Ordinea | Nume                | Țară                       | Timp  | Turns | Air   | Time  | Total | Note |
| --- | ------- | ------------------- | -------------------------- | ----- | ----- | ----- | ----- | ----- | ---- |
| 1   | 5       | Mikaël Kingsbury    | Canada                     | 24,83 | 54,0  | 17,37 | 15,26 | 86,63 |      |
| 2   | 3       | Matt Graham         | Australia                  | 24,85 | 50,9  | 16,44 | 15,23 | 82,57 |      |
| 3   | 6       | Daichi Hara         | Japonia                    | 24,90 | 51,3  | 15,73 | 15,16 | 82,19 |      |
| 4   | 1       | Marc-Antoine Gagnon | Canada                     | 25,30 | 46,1  | 16,28 | 14,64 | 77,02 |      |
| 5   | 4       | Casey Andringa      | Statele Unite ale Americii | 25,86 | 45,5  | 16,10 | 13,90 | 75,50 |      |
| 6   | 2       | Vinjar Slåtten      | Norvegia                   | 26,71 | 11,8  | 9,03  | 12,78 | 33,61 |      |